# Presaca Ampoiului
Presaca Ampoiului – wieś w Rumunii, w okręgu Alba, w gminie Meteș. W 2011 roku liczyła 377 mieszkańców.